# Emmelia bidentata
Emmelia bidentata is een vlinder van de familie van de uilen (Noctuidae). De wetenschappelijke naam van deze soort is voor het eerst voorgesteld als Tarache bidentata door George Francis Hampson in een publicatie uit 1902.
De soort komt voor in Zimbabwe en Zuid-Afrika.